# Circondario di Susa
Il circondario di Susa era uno dei circondari in cui era suddivisa la provincia di Torino.

## Storia
In seguito all'annessione della Lombardia dal Regno Lombardo-Veneto al Regno di Sardegna (1859), fu emanato il decreto Rattazzi, che riorganizzava la struttura amministrativa del Regno, suddiviso in province, a loro volta suddivise in circondari.
Il circondario di Susa fu creato come suddivisione della provincia di Torino; il territorio corrispondeva a quello della soppressa provincia di Susa del Regno di Sardegna, appartenuta alla divisione di Torino.
Nel 1860, in seguito alla cessione della Savoia alla Francia, furono aggregati al circondario di Susa alcune parti di territorio già appartenenti al circondario di San Giovanni di Moriana.
Il circondario di Susa venne soppresso nel 1926 e il territorio assegnato al circondario di Torino.

## Geografia antropica

### Suddivisioni amministrative
Nel 1863, la composizione del circondario era la seguente:
- mandamento I di Almese
  - comuni di Almese; Rivera; Rubiana; Villar Almese
- mandamento II di Avigliana
  - comuni di Avigliana; Buttigliera Alta; Chiusa di San Michele; Reano; Sant'Ambrogio di Torino; Trana
- mandamento III di Bussoleno
  - comuni di Bruzolo; Bussoleno; Chianocco; Foresto di Susa; Sant'Antonino di Susa; San Didero; San Giorio di Susa; Vaie; Villar Focchiardo
- mandamento IV di Cesana Torinese
  - comuni di Bousson; Cesana Torinese; Champlas-du-Col; Claviere; Désèrtes; Fenils; Mollières; Rollieres; Sauze di Cesana; Solomiac; Thures
- mandamento V di Condove
  - comuni di Borgone Susa; Caprie; Condove; Frassinere; Mocchie
- mandamento VI di Giaveno
  - comuni di Coazze; Giaveno; Valgioie
- mandamento VII di Oulx
  - comuni di Bardonnecchia; Beaulard; Melezet; Millaures; Ulzio; Rochemolles; Salbertrand; Salice d'Ulzio; Savoulx
- mandamento VIII di Susa
  - comuni di Chiomonte; Exilles; Ferrera Cenisio; Giaglione; Gravere; Mattie; Meana di Susa; Mompantero; Novalesa; Susa; Venalzio